# Richard Schirrmann
Richard Schirrmann (* 15. maj 1874 i Grunenfeld, Østpreussen i dag Gmina Braniewo; † 14. december 1961 i Grävenwiesbach, Hessen, var grundlæggeren af den tyske vandrehjemsbevægelse "Deutsches Jugendherbergswerk".
Richard Schirrmann var søn af en lærer. 1895 bestod han sin statseksamen og blev selv lærer. Først underviste han i en folkeskole i Gelsenkirchen. På grund af industribyens få naturmuligheder, tog han ofte ud på vandringer med sine elever. Dette førte til problemer med skolemyndighederne. Man bebrejdede ham, at vandringerne skadede den daglige undervisning. Derfor blev han i 1903 forflyttet til Altena i Sauerland, hvor han blev medlem af Sauerlands bjergvandrerforening.
Richard Schirrmann var i 1900-tallet manden bag det første vandrerhjem nogensinde. Han var en ung skolelærer, der ofte tog sine elever med på ferier og lange vandrerture. Her overnattede de ofte på tvivlsomme steder, som i lader og lignende. Richard Schirrmann besluttede derfor at oprette faste overnatningssteder på sine yndlingsruter, så der var gode steder at sove på disse skoleture. Han mente at ekskursionerne lærte eleverne mere natur og geografi end hjemme på skolen. Modellen blev sat i værk i 1912 med hjælp fra forretningsmanden Wilhelm Münker, og således blev ungdomsherberget på Borgen Altena, Altena, Nordrhein-Westfalen, verdens første vandrerhjem, og kun et år senere var der oprettet 82 Vandrerhjem over hele Tyskland. Mange lærere og unge fra andre lande besøgte de tyske ungdomsherberger i årene efter 1. verdenskrig.
I 1930 gik flere organisationer i Danmark, blandt andre Danmarks Socialdemokratiske Ungdom, DUI-Leg og Virke og Det Danske Spejderkorps, sammen om at danne Landsforeningen Danmarks Vandrerhjem, senere Herbergs-Ringen (nu Danhostel), og i 1930 kunne det første vandrerhjem i Danmark slå dørene op.